# Letecká meteorologie

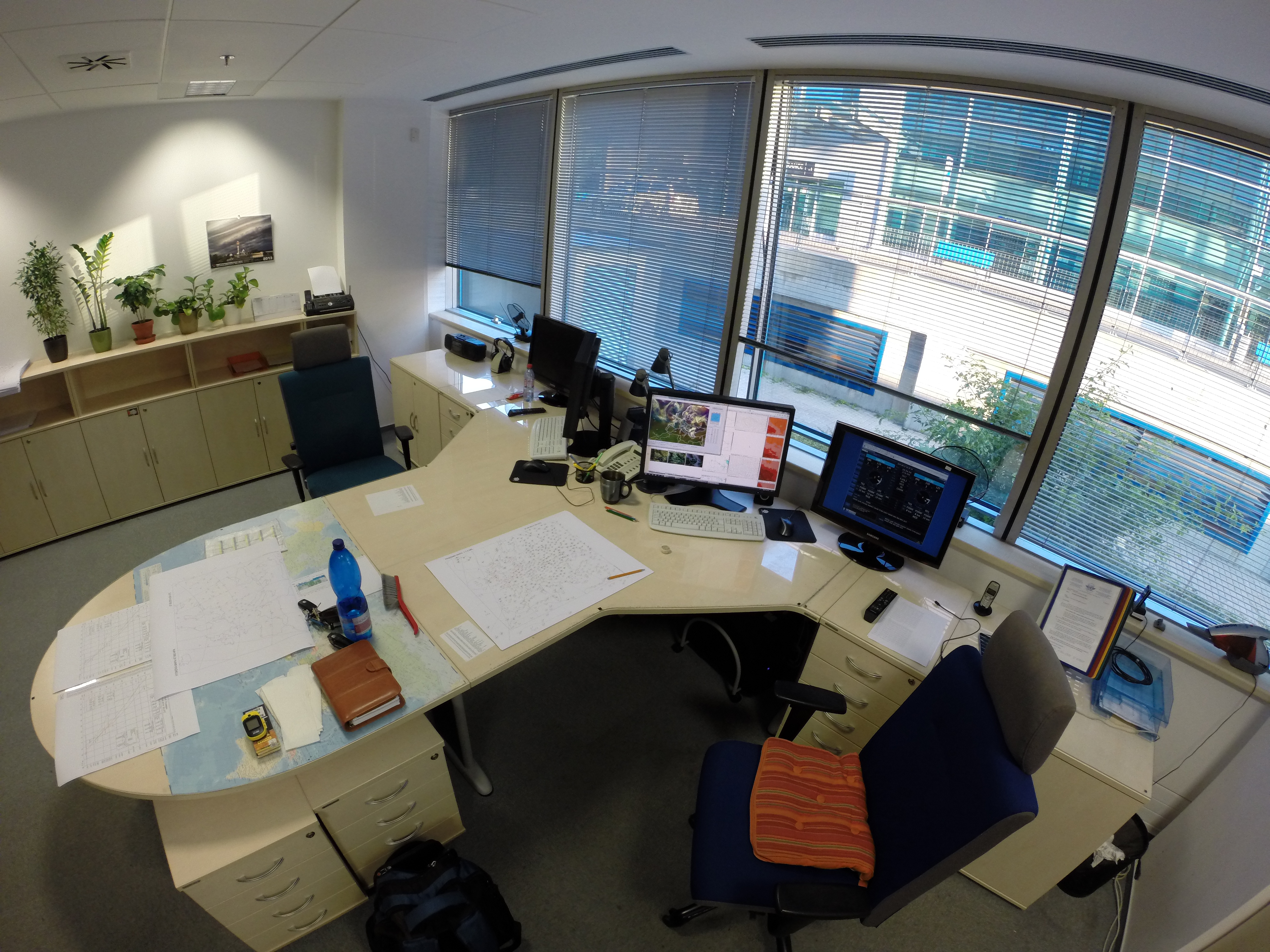
Pracoviště leteckých meteorologů na letišti Václava Havla v Praze-Ruzyni.

Letecká meteorologie (též aeronautická meteorologie) je odvětvím aplikované meteorologie. Oblastí zájmu letecké meteorologie jsou jevy, procesy a meteorologické prvky ovlivňující bezprostředně či vzdáleně letový provoz a leteckou techniku. Zabývá se též aplikacemi získaných poznatků z ostatních oborů meteorologie, které využívá ke zdokonalení předpovědí, zefektivnění provozu a zvýšení bezpečnosti.
V České republice se civilní leteckou meteorologií zabývá letecká meteorologická služba zajišťovaná Odborem letecké meteorologie Českého hydrometeorologického ústavu. Ta podléhá dohledu, regulaci a certifikaci leteckého úřadu, jímž je Úřad pro civilní letectví.

## Meteorologické zprávy
Úkolem letecké meteorologie je nepřetržité monitorování počasí na letištích a v příslušné letové informační oblasti; na základě těchto skutečností pak vydávání pravidelných či mimořádných zpráv o počasí, dále předpovědí, výstrah a varování. Meteorologické informace jsou distribuovány různými komunikačními kanály a v různých formátech, např. jako grafické mapy nebo textové soubory, obvykle v kódu (např. METAR). V České republice se pravidla vydávání meteorologických informací řídí leteckým předpisem L3 Meteorologie, vydaným Ministerstvem dopravy, který vychází z mezinárodního standardu Annex 3. Předpis L3 stanovuje kritéria meteorologických prvků, jejichž překročení směrem nahoru anebo dolů musí být v informaci zahrnuto, a v případě, že k takové změně došlo, ale v předpovědi to popsáno není, musí být vydána opravná předpověď.
- METAR – pravidelná zpráva,
- SPECI – mimořádná zpráva,
- TAF – předpověď pro letiště,
- ARFOR – oblastní předpověď,
- ROFOR – předpověď pro let nebo trať,
- ARMET – předpověď výškového větru a teplot ve výšce,
- GAFOR – všeobecná letecká předpověď a dalších.

Zprávy letecké meteorologie pomáhají posádkám letadel i službám řízení letového provozu získat přehled o aktuálním či očekávaném vývoji počasí, a přizpůsobit tomu lety. Podle zaměření lze leteckou meteorologii dále dělit na plachtařskou meteorologii a meteorologii civilního a vojenského letectví.

## Celosvětová spolupráce

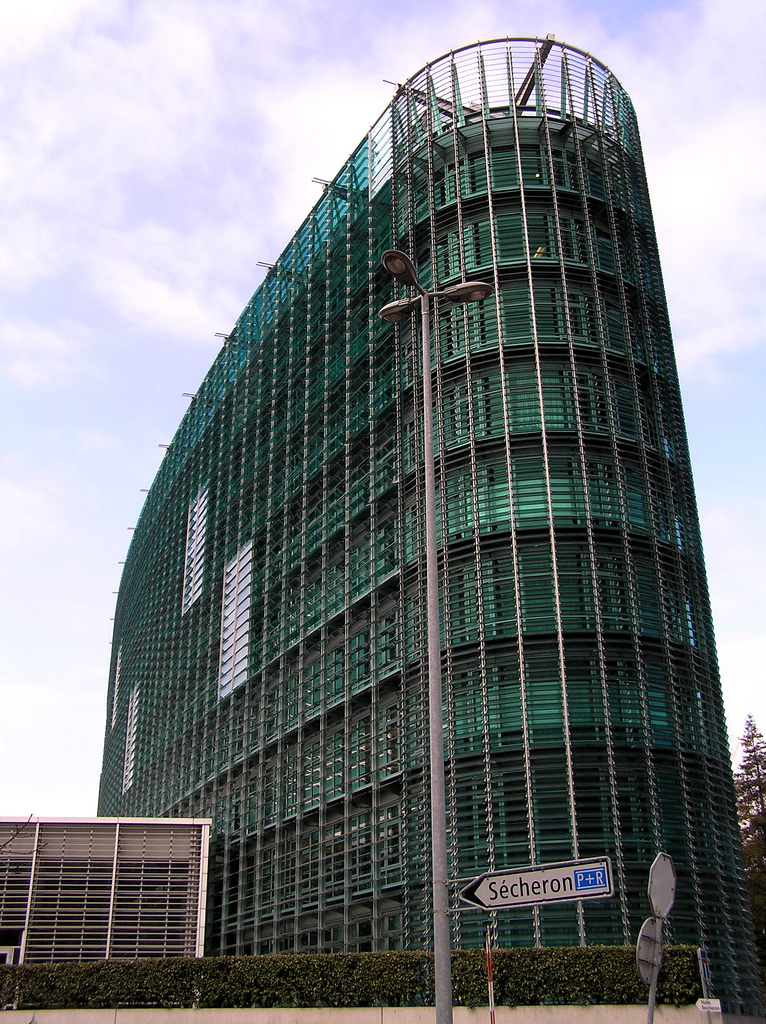
Sídlo WMO v Ženevě

Letecká meteorologie jako odvětví aplikované meteorologie využívá především poznatků z oboru synoptické meteorologie, termodynamiky atmosféry, fyzikální meteorologie, dynamické meteorologie a statiky atmosféry, ale též klimatologie.
Celosvětovou spolupráci a společné postupy při rozvoji letecké meteorologie je zajišťují organizace při OSN:
- Světová meteorologická organizace (WMO) – zaštiťuje Komisi pro leteckou meteorologii (CAeM), která spolupracuje s ICAO na pracovních metodách, vývoji organizace a dalším celkovém rozvoji letecké meteorologie.
- Mezinárodní organizace civilního letectví (ICAO) – ve smyslu letecké meteorologie se především zaměřuje na vypracovávání, rozvoj a standardizaci postupů.

Základním dokumentem o mezinárodním civilním letectví je Konvence o civilním letectví (Convention on International Civil Aviation), přijatá smluvními státy ICAO v Chicagu roku 1944 a doplněná v roce 1968 v Buenos Aires. Konvence obsahuje patnáct příloh (Annex 1 až Annex 15), kde jsou napsány mezinárodní standardy a doporučené postupy pro jednotlivé obory a odvětví civilního letectví. Standardy a doporučené postupy pro odvětví meteorologie jsou popsány v příloze  Annex 3.
Dalším důležitým dokumentem ICAO jsou Postupy pro letecké služby – Meteorologie (Procedures for Air Navigation Services – Meteorology, zkráceně PANS-Met). Tento dokument obsahuje hlavně:
- rozsahy odpovědnosti jednotlivých meteorologických pracovišť,
- přísné postupy pro meteorologická pozorování a pro pozorování z letadel za letu,
- stanovení jednotlivých druhů meteorologických informací jejich uživatelům,
- vzory obsahů a tvarů meteorologických informací, a
- požadavky na přesnosti pozorování a předpovídání meteorologických prvků.

Odchylky národních předpisů od obsahu mezinárodních dokumentů ICAO musejí být zveřejňovány pro uživatele ostatních států. Tuto funkci v ČR zastává Letecká informační služba při Řízení letového provozu České republiky. Všechny Přílohy ke Konvenci o civilním letectví si můžete přečíst zde (Příloha 3-Meteorologie).
K poskytování letecké meteorologické služby v ČR je, dle zákonného osvědčení a pověření Ministerstva dopravy České republiky, oprávněn Český hydrometeorologický ústav.